# الأتراك في بلجيكا
الأتراك في بلجيكا أو الأتراك البلجيكيون (بالتركية: Belçika'daki Türkler)‏ يشيرون إلى المواطنين البلجيكيين من أصل تركي، الذين هاجر معظمهم إلى هذا البلد في الستينيات للعمل، أو الأشخاص من أصل تركي الذين يعيشون في هذا البلد لفترة طويلة ويحملون جنسية مختلف البلدان .

## تاريخ
حدثت هجرة الأتراك إلى بلجيكا في الستينيات عندما كانت الدول الاتحاد الأوروبي بحاجة إلى العمالة الرخيصة. وبعد ذلك، في يوليو 1964، تم التوقيع على اتفاقيات ثنائية بين دولتين بلجيكا وتركيا لتسهيل هجرة العمالة. كان يُطلق على العمال الوافدين اسم "العمال الضيوف" ولم يكن يُعتقد أبدًا أنهم سيكونون دائمًا في هذا البلد. غالبية الأتراك الذين هاجروا إلى بلجيكا في الفترة الأولى كانوا من القادمين من منطقة أميرطاغ في أفيون قره حصار .
بدأ عصر القدوم إلى بلجيكا بتأشيرة سياحية في السبعينيات. بشكل عام، حاول المهاجرون من منطقة أميرطاغ في أفيون البقاء في البلاد بفضل أقاربهم الذين هاجروا سابقًا إلى هذا البلد، ومن ثم حاولوا الحصول على صفة العامل.
في الثمانينيات، تم فرض عقوبات قانونية مختلفة لمنع الهجرة إلى بلجيكا لأسباب اقتصادية. وبالمثل، بعد هذه الفترة، أصبحت الطريقة القانونية الوحيدة للحصول على الإقامة في بلجيكا هي لم شمل الأسرة .
مع انضمام بلغاريا إلى الاتحاد الأوروبي ، حصل الآلاف من أتراك بلغاريا العاملين في بلجيكا أيضًا على وضع العمال المستقلين.

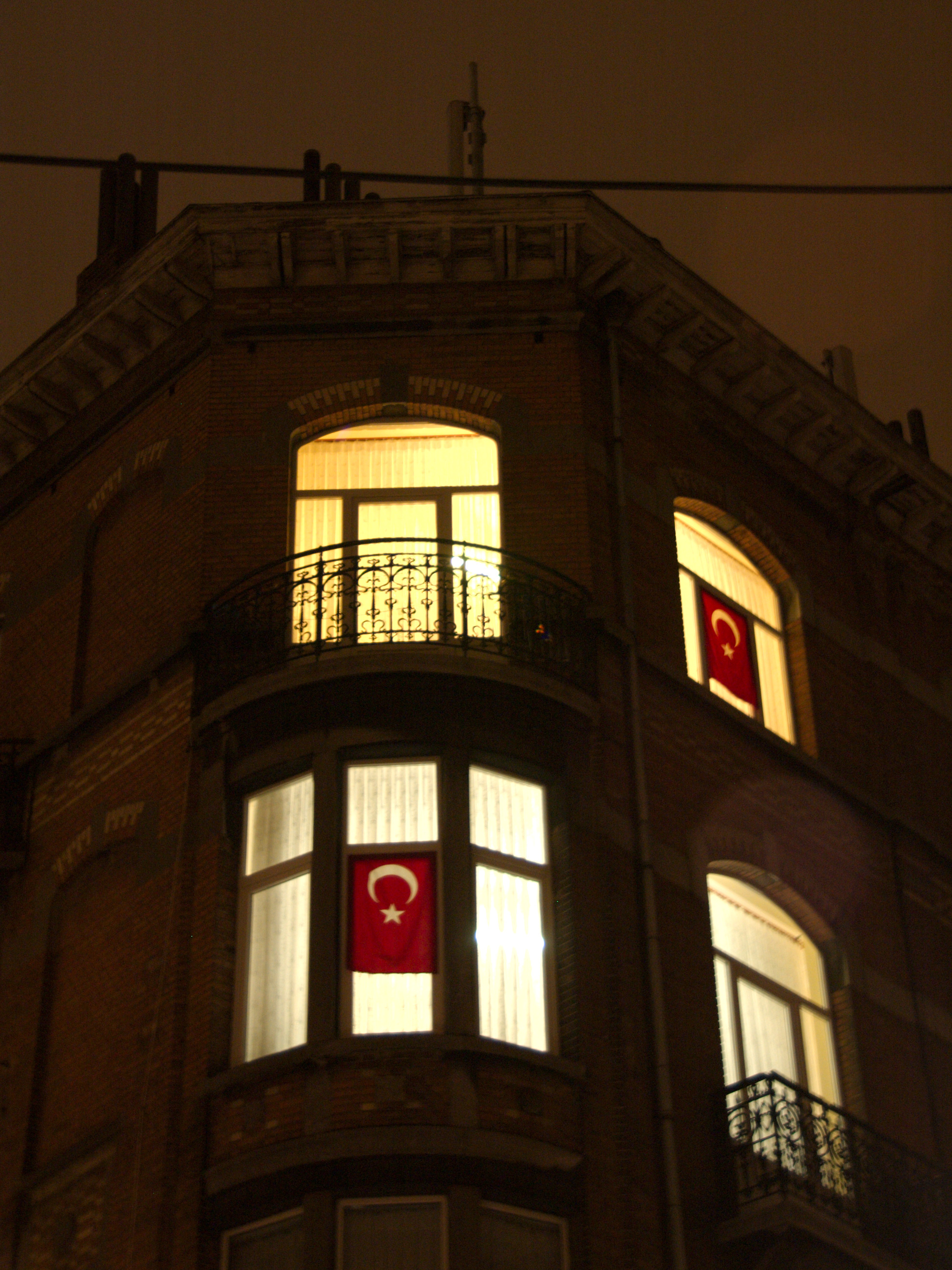

## السكان
| الأتراك الذين حصلوا على الجنسية البلجيكية حسب السنة |       |      |        |
| سنة                                                 | رقم   | سنة  | رقم    |
| 1990                                                | 706   | 1999 | 4,402  |
| 1991                                                | 1,020 | 2000 | 17,282 |
| 1992                                                | 4,044 | 2001 | 14,401 |
| 1993                                                | 3,415 | 2002 | 7,805  |
| 1994                                                | 6,263 | 2003 | 5,186  |
| 1995                                                | 6,925 | 2004 | 4,467  |
| 1996                                                | 7,066 | 2005 | 3,602  |
| 1997                                                | 7,835 | 2006 | 3,204  |
| 1998                                                | 6,932 | 2007 | 3,039  |
|                                                     |       |      |        |